# لایوش زیلاهی
لایوش زیلاهی (مجاری: Zilahy Lajos زاده ۲۷ مارس ۱۸۹۱ - درگذشته ۱ دسامبر ۱۹۷۴) رمان‌نویس و نمایش‌نامه‌نویس اهل مجارستان بود.

## زندگی‌نامه
زیلاهی پس از تحصیل در رشته حقوق دانشگاه بوداپست به ارتش اتریش-مجارستان در دوران جنگ جهانی اول پیوست و در جبهه شرقی مجروح شد. وی تجربیات جنگی خویش را در قالب رمان دو زندانی به چاپ رسانیده است. او همچنین در زمینه سینما فعالیت داشت و دو بار از رمان چیزی در آب غرق شده (۱۹۲۸) وی فیلم تهیه شد. رمان‌های او به زبان‌های دیگر و فارسی برگردانده شده‌اند.

## کتابشناسی
- فیلم‌نامهٔ فیلم چیزی در آب غرق شده (۱۹۷۱)[۱]
- نامزدی (ترجمه عبدالله توکل ۱۳۲۷، معرفت؛ تجدید چاپ از فکر روز، ۱۳۷۳)
- بهار کشنده
- دو زندانی